# 杜文煥
杜 文煥（と ぶんかん、生年不詳 - 1645年）は、明末の軍人。字は弢武。本貫は蘇州府崑山県。

## 生涯
杜桐の子として生まれた。蔭官により延綏游撃将軍となり、参将・副総兵に累進した。1615年（万暦43年）、署都督僉事・寧夏総兵官に抜擢された。延綏がオルドス部の侵攻を受けると、文煥は救援に赴き、これを撃破した。翌年、官秉忠に代わって延綏総兵官となった。敵を靖辺堡・保寧堡・長楽堡で撃破し、300人をあまり斬首した。西路の火落赤・卜言太は連れ立って降伏した。沙計がたびたび辺境を侵犯していたが、文煥に敗れて帰順した。しかし沙計は吉能や明愛と合流して、高家堡・柏林堡に駐屯し、封王・褒賞十事を要求してきた。文煥はその陣営を襲撃して、150人を斬首した。火落赤の諸部落が刀を集めて誓いを立て、罰として99の家畜を献上した。ほどなく沙計が沙溝に伏兵をしいて、都指揮の王国安を誘い出して殺し、猛克什力と合流して双山堡を攻め、さらに波羅堡を侵犯した。文煥はこれを撃破して、20里あまり追撃した。このときオルドス部は10万を号していたが、その衆は42枝に分かれ、多いものは2、3000で、少ないものは1000騎に足りず、内部の統制の弱さのためにたびたび敗戦した。沙計は吉能・明愛・猛克什力とともに相次いで明に帰順し、延綏の混乱は鎮静化した。ほどなく文煥は病のため帰郷した。
1621年（天啓元年）、文煥は再び延綏に駐屯した。文煥は遼東救援を命じられながら、そのまま兵をオルドスに派遣して、その根拠地を突いて攻め込んだ。オルドスの諸部はこれを恨んで、固原・慶陽に深く侵入し、延安を包囲し、文煥を必ず捕縛すると広言して、十数日間略奪して去った。このため文煥は解職蟄居を命じられた。奢崇明が成都を包囲すると、川貴総督の張我続が文煥に救援を要請した。1622年（天啓2年）、文煥が成都に到着すると、包囲はすでに解けていたため、諸軍とともに重慶を奪回した。奢崇明は永寧に逃亡したが、文煥は動かず進軍しなかった。ほどなく総理に抜擢され、四川・貴州・湖広の全軍を統制することになった。反乱を鎮圧することができず、文煥は病を理由に官を去った。延綏での失敗を罪に問われて、一兵卒として辺境の防備につかされた。1627年（天啓7年）、再び起用されて寧夏に駐屯した。寧遠・錦州から後金軍侵攻の警報が発せられると、文煥は救援に駆けつけるよう命じられた。まもなく寧遠に分かれ駐屯した。右都督に進められ、関門の守備にあたった。ほどなく病のため官を去った。
1628年（崇禎元年）、文煥は重慶での功を認められて、指揮僉事の位の世襲を認められた。1630年（崇禎3年）、陝西で農民反乱が起こると、総督の楊鶴が文煥を署延鎮事・兼督固原軍とするよう要請した。文煥はたびたび反乱軍を撃破したが、反乱は日増しに勢力を拡大した。山西総兵の王国樑が王嘉胤を河曲で攻撃して敗れ、反乱軍が河曲の城に入って拠った。明軍はひとりの大将を設けるよう議決し、山西・陝西の軍を合わせて統制し、協力して反乱軍を討伐しようとした。そこで文煥が提督となり、曹文詔とともに河曲に駆けつけ、反乱軍の糧道を断って苦しめた。反乱軍の神一元が寧塞を落とし、文煥の軍は敗れた。曹文詔が留められ、文煥は西に帰された。1631年（崇禎4年）、文煥が延川の難民を殺した事件を御史の呉甡に弾劾された。給事中の張承詔にも弾劾され、獄に下されて職を剥奪された。1642年（崇禎15年）、総督の楊文岳の推薦により任用され、もとの官に復帰して農民反乱軍と戦った。功績がなく、また病と称して帰郷した。1644年（崇禎17年）、李自成軍の攻撃により北京が陥落し、南京に弘光帝の南明政権が成立すると、文煥は左柱国・太子太傅の位を加えられ、中軍都督府を管掌した。翌1645年、清軍の攻撃により南京が陥落すると、文煥は金山に逃亡して、死去した。

## 子女
文煥の子の杜弘域は、1621年に延綏副総兵となった。1627年夏、文煥が遼東救援を命じられると、杜弘域は総兵官に抜擢され、父に代わって寧夏に駐屯した。右都督に上った。崇禎年間、南京の池河営・浦口営を提督して練兵し、反乱軍の南方進出を防いで、功績を挙げた。1640年（崇禎13年）、浙江に転出した。ほどなく病のため官を去った。明の滅亡後、南明の弘光帝に従って総兵となり、崇明伯に封じられた。南京陥落後、郷里の崑山に帰った。南明の隆武帝政権が立てられると、杜弘域は侯に爵位を進められたが、福州に赴かず、ほどなく死去した。